# Halowe Mistrzostwa Europy w Lekkoatletyce 2015 – trójskok mężczyzn
Trójskok mężczyzn – jedna z konkurencji rozgrywanych podczas halowych lekkoatletycznych mistrzostw Europy w hali O2 Arena w Pradze. Tytułu mistrzowskiego nie bronił Włoch Daniele Greco.

## Rekordy
| Rekord świata                        | Teddy Tamgho  | 17,92 | Paryż, Francja                  | 6 marca 2011(dts)   |
| Rekord Europy                        | Teddy Tamgho  | 17,92 | Paryż, Francja                  | 6 marca 2011(dts)   |
| Rekord mistrzostw Europy             | Teddy Tamgho  | 17,92 | Paryż, Francja                  | 6 marca 2011(dts)   |
| Najlepszy wynik na świecie w sezonie | Marquis Dendy | 17,23 | Fayetteville, Stany Zjednoczone | 14 lutego 2015(dts) |
| Najlepszy wynik w Europie w sezonie  | Nelson Évora  | 17,19 | Pombal, Portugalia              | 22 lutego 2015(dts) |

## Terminarz
| Data    | Godzina |            |
| ------- | ------- | ---------- |
| 6 marca | 10:00   | Eliminacje |
| 7 marca | 18:40   | Finał      |

## Rezultaty
| NR – rekord kraju \| WL – najlepszy tegoroczny wynik na listach światowych |
| SB – najlepszy wynik w sezonie \| PB – rekord życiowy                      |

### Eliminacje
- Minimum: 16,75 lub osiem najlepszych rezultatów

| Poz. | Zawodnik               | Reprezentacja | #1    | #2    | #3    | Rezultat | Uwagi |
| ---- | ---------------------- | ------------- | ----- | ----- | ----- | -------- | ----- |
| 1.   | Dmitrij Sorokin        | Rosja         | 16,76 | 00 !  | 00 !  | 16,76    | Q     |
| 2.   | Marian Oprea           | Rumunia       | 16,63 | x     | –     | 16,63    | q,    |
| 3.   | Nelson Évora           | Portugalia    | 16,51 | 16,61 | 15,95 | 16,61    | q     |
| 4.   | Georgi Conow           | Bułgaria      | 16,61 | 16,10 | 16,09 | 16,61    | q,    |
| 5.   | Aleksiej Fiodorow      | Rosja         | 16,53 | 16,46 | 00 !  | 16,53    | q     |
| 6.   | Pablo Torrijos         | Hiszpania     | 16,50 | 15,15 | 16,51 | 16,51    | q     |
| 7.   | Dzmitryj Płatnicki     | Białoruś      | x     | x     | 16,44 | 16,44    | q     |
| 8.   | Rumen Dimitrow         | Bułgaria      | 16,38 | 16,28 | 16,14 | 16,38    | q     |
| 9.   | Jorge Gimeno           | Hiszpania     | 16,24 | 13,58 | 16,14 | 16,24    |       |
| 10.  | Władimir Letnicow      | Mołdawia      | x     | 15,83 | 16,18 | 16,18    |       |
| 11.  | Sergio Solanas         | Hiszpania     | 15,86 | 16,17 | 14,85 | 16,17    |       |
| 12.  | Adrian Świderski       | Polska        | 15,65 | x     | 16,12 | 16,12    |       |
| 13.  | Fabrizio Schembri      | Włochy        | 16,08 | x     | 16,02 | 16,08    |       |
| 14.  | Złatozar Atanasow      | Bułgaria      | x     | 16,05 | x     | 16,05    |       |
| 15.  | Lasza Torghwaidze      | Gruzja        | 15,91 | 15,81 | x     | 15,91    |       |
| 16.  | Lewon Aghasjan         | Armenia       | x     | 15,84 | 15,94 | 15,94    |       |
| 17.  | Nazim Babayev          | Azerbejdżan   | x     | x     | 15,92 | 15,92    |       |
| 18.  | Alexandru George Baciu | Rumunia       | x     | 14,95 | 15,79 | 15,79    |       |
| 19.  | Maksim Nesterienka     | Białoruś      | x     | x     | 15,15 | 15,15    |       |
| 20.  | Dmitrij Cziżykow       | Rosja         | 14,61 | 13,65 | 13,35 | 14,61    |       |
| 21.  | Martin Koch            | Słowacja      | x     | x     | 14,26 | 14,26    |       |

### Finał
| Poz. | Zawodnik           | Reprezentacja | #1    | #2    | #3    | #4    | #5    | #6    | Rezultat | Uwagi |
| ---- | ------------------ | ------------- | ----- | ----- | ----- | ----- | ----- | ----- | -------- | ----- |
| 1.   | Nelson Évora       | Portugalia    | x     | x     | 16,98 | 16,97 | 17,15 | 17,21 | 17,21    | SB    |
| 2.   | Pablo Torrijos     | Hiszpania     | 16,33 | 16,93 | 16,15 | 16,79 | 17,04 | 16,34 | 17,04    | NR    |
| 3.   | Marian Oprea       | Rumunia       | 16,74 | 16,91 | x     | 16,80 | –     | 16,73 | 16,91    | SB    |
| 4.   | Aleksiej Fiodorow  | Rosja         | x     | x     | 16,88 | 16,66 | 16,68 | 16,87 | 16,88    |       |
| 5.   | Georgi Conow       | Bułgaria      | 16,51 | x     | x     | 16,48 | 16,75 | 16,67 | 16,75    | PB    |
| 6.   | Dmitrij Sorokin    | Rosja         | 16,65 | 14,38 | 16,37 | x     | 16,28 | 16,53 | 16,65    |       |
| 7.   | Dzmitryj Płatnicki | Białoruś      | 15,35 | 16,43 | x     | x     | 16,41 | 16,40 | 16,43    |       |
| 8.   | Rumen Dimitrow     | Bułgaria      | x     | 15,91 | x     | 16,36 | x     | 16,12 | 16,36    |       |